# Czop francuski
Czop francuski (Zingel asper) – gatunek słodkowodnej ryby z rodziny okoniowatych.

## Występowanie
Dorzecze Rodanu we Francji.

## Opis
Osiąga 15–22 cm długości. 
Ubarwienie jasnobrązowe lub szarawe z 3 nieregularnymi, ciemnymi smugami w tylnej części.

## Odżywianie
Żywi się fauną denną. Aktywny nocą.

## Rozród
Trze się w marcu–kwietniu.